# Calophyllum nodosum
Calophyllum nodosum är en tvåhjärtbladig växtart som beskrevs av Vesque. Calophyllum nodosum ingår i släktet Calophyllum och familjen Calophyllaceae. Inga underarter finns listade i Catalogue of Life.